# Czynnik indukowany hipoksją 1
Czynnik indukowany hipoksją 1, HIF-1 (od ang. hypoxia-inducible factor 1) – czynnik transkrypcyjny czuły na stężenie tlenu w środowisku komórkowym. Występuje we wszystkich tkankach ludzkiego organizmu.

## Struktura
Jak wszystkie czynniki indukowane hipoksją, HIF-1 jest heterodimerem, złożonym z podjednostek α (HIF-1α)  i β (ARNT – aryl hydrocarbon receptor nuclear translocator). HIF-1 należy do podrodziny PER-ARNT-SIM (PAS) z rodziny czynników transkrypcyjnych basic helix-loop-helix (bHLH).

## Stabilność czynnika indukowanego hipoksją 1
Podjednostka β jest eksprymowana konstytutywnie, natomiast stabilność i aktywność podjednostki α zależy od różnych posttranslacyjnych modyfikacji, hydroksylacji, acetylacji i fosforylacji.

### Regulacja HIF-1α przez poziom tlenu
W warunkach normalnego stężenia tlenu HIF-1α podlega gwałtownemu rozkładowi w procesie mediowanego przez pVHL szlaku ubikwityna-proteasom, natomiast hipoksja blokuje degradację, prowadząc do akumulacji HIF-1α. Asocjacja HIF-1α z pVHL jest wyzwalana przez potranslacyjną hydroksylację proliny (mediowaną przez hydroksylazę prolinową – PHD lub hydroksylazę prolinową HIF – HPH). HIF-1α posiada dwa potencjalne miejsca hydroksylacji, Pro 402 i Pro 564. Hydroksyprolina lokuje się wewnątrz hydrofobowego rdzenia pVHL, będącego częścią kompleksu ligazy ubikwityny.

### Stabilizacja HIF-1α w warunkach normalnego stężenia tlenu
W warunkach normalnego stężenia tlenu podjednostka HIF-1alfa jest stabilizowana przez wiele czynników wzrostu i cytokin, na przykład insulinę, insulinopodobny czynnik wzrostu, płytkopochodny czynnik wzrostu, czynnik wzrostu naskórka i interleukinę 1β. Nie jest znany dokładny mechanizm stabilizacji HIF-1α – podejrzewa się, że może być związany z  komórkowym szlakiem kinazy.

## Regulacja aktywności transkrypcyjnej
C-koniec podjednostki HIF-1α zawiera domenę transaktywującą, której aktywność zależy od stężenia parcjalnego tlenu. W warunkach normalnego stężenia tlenu następuje hydroksylacja Asp 803 przez czynnik hamujący HIF-1 (FIH-1) w obrębie domeny transaktywującej, co zapobiega oddziaływaniu HIF-1 z koaktywatorami. Działania FIH-1 zależy od stężenia tlenu, ponieważ wykorzystuje tlen jako subtrat. Poza aktywnością hydroksylazową FIH-1 wiąże pVHL, które rekrutuje deacetylazę histonową (HDAC), która interferuje z funkcją domeny transaktywacyjnej. Choć możliwa jest regulacja HIF przez inne mechanizmy, hydroksylazy zależne od tlenu wydają się głównie odpowiedzialne za regulację HIF w odpowiedzi na poziom tlenu.

## Działanie
HIF-1 reguluje ekspresję ponad 100 genów, generując odpowiedź na hipoksję i niwelując jej negatywne skutki. Są to działania o różnym zasięgu:
- ustrojowe (zwiększona erytropoeza, zwiększenie częstości oddechów, wydolności pracy serca)
- lokalne (stymulacja angiogenezy, waskulogenezy)
- komórkowe (stymulacja glikolizy, promowanie przeżycia komórki w warunkach stresu)

Geny regulowane przez HIF-1 odpowiadają głównie za czynniki odpowiedzialne za angiogenezę nowotworów, czynniki odpowiedzialne za proliferację i przetrwanie komórek, transportery glukozy i enzymy glikolityczne.

### Angiogeneza
Komórki raka naczyń krwionośnych i tkanki łącznej w warunkach hipoksji wyzwalają angiogenezę wskutek mechanizmu wykrywania tlenu i następnie indukcji genów proangiogenetycznych. Jednym z głównych  jest naczyniowy czynnik wzrostu (VEGF), który rekrutuje komórki nabłonka w hipoksyczne rejony naczyń i stymuluje ich proliferację. Lokalny przepływ krwi w warunkach patofizjologicznych jest również kontrolowany przez modulację oporu naczyń poprzez produkcję NO (indukowalnej syntazy tlenku azotu), CO (oksydazy hemowej 1), endoteliny 1, adrenomeduliny czy aktywacji receptora adrenergicznego α1B. Wszystkie te mechanizmy angażują geny regulowane przez HIF. HIF promuje więc angiogenezę w sposób bardziej złożony niż prosta indukcja VEGF.

### Proliferacja/przetrwanie komórek
Kilka czynników wzrostu, przede wszystkim insulinopodobny czynnik wzrostu 2 (IGF2) i transformujący czynnik wzrostu α (TGF-α) są genami regulowanymi przez HIF-1. Wiązanie tych czynników do ich receptorów, IGF1R i EGFR aktywuje ścieżki transdukcji sygnału, które prowadzą do ekspresji HIF-1α i proliferacji/przetrwania komórki. Ponadto transkrypcja genów regulowanych przez HIF-1 jest aktywowana przez kinazy białkowe aktywowane przez mitogen p42/p44, a także przez mutacje fosfatazy fosfoinozytolu (PTEN), która reguluje wzrost i proliferację komórek (PTEN ulega mutacji lub delecji w kilku odmianach raka, np. raku prostaty i nabłonka). HIF-1 bierze więc udział w ścieżkach sygnałowych kluczowych dla postępu choroby nowotworowej.

### Metabolizm glukozy
W warunkach hipoksycznych, komórki przełączają się na szlak metaboliczny niezależny od tlenu i używają glikolizy jako głównego mechanizmu produkcji ATP. HIF-1 reguluje ekspresję wszystkich enzymów w szlaku glikolitycznym, a także ekspresję transporterów glukozy GLUT1 i GLUT3, które pośredniczą w komórkowym pobieraniu glukozy. Wzrost glikolizy jest normalną odpowiedzią na proliferację, a migrujące komórki również używają tego szlaku jako źródła energii. HIF-1 spełnia więc ważną rolę w regulacji mechanizmu, który odpowiada za wzrost komórek i ich utrzymanie w warunkach stresu.

## Terapie związane z HIF-1
Nadekspresja HIF-1 występuje w wielu odmianach nowotworów. Znaczące powiązania między nadekspresją HIF-1 i śmiertelnością pacjentów wykazano w przypadku nowotworu mózgu, piersi, szyjki macicy, gardła środkowego, jajnika i macicy, jednak dla nowotworu głowy, szyi i niedrobnokomórkowego raka płuc zależność ta jest odwrotna. Tym niemniej można stwierdzić, że przynajmniej w niektórych rodzajach raka blokowanie aktywności HIF-1alfa może pomóc w zagłodzeniu guza. Możliwość wynalezienia terapii przeciwnowotworowej związana jest przede wszystkim z blokowaniem oddziaływań między HIF-1alfa a jego transkrypcyjnym koaktywatorem CBP/p300 i małymi cząsteczkami, w tym 17AAG i YC-1.